# Tomasevics 110
A 110-es típus (egyes forrásokban I–110, valójában azonban nem volt rendszeresített típusjelzése) az 1940-es évek elején Dmitrij Tomasevics vezetésével kifejlesztett együléses vadászrepülőgép. Csak egy prototípusa készült el, sorozatgyártására nem került sor.

## Története
Dmitrij Tomasevics 1936-tól Nyikolaj Polikarpov helyetteseként dolgozott, ő irányította az I–180 vadászrepülőgép tervezését. Az I–180 1938. december 15-i katasztrófája után, melyben Sztálin kedvelt pilótája, Valerij Cskalov életét veszítette, Tomasevicset letartóztatták, majd az NKVD felügyelete alatt álló, Andrej Tupoljev vezette zárt tervezőirodában, a CKB–29-ben dolgozott. Ott kezdte el a 110-es típusú vadászrepülőgép tervezését.
1941 októberében a Tomszk melletti Kulomzinóban saját irodát hozhatott létre és megbízták a 110-es típusú vadászrepülőgép megépítésével.
A 110-es jelzésű repülőgépet úgy tervezte meg, hogy könnyen gyártható legyen képzetlen munkaerővel, rossz gyártási körülmények között, illetve könnyen javítható legyen rossz tábori körülmények között is. Moduláris felépítés alkalmaztak, kevés csatlakozási ponttal, a motor-egység pl. négy csapszeggel kapcsolódott a törzshöz. A tervezésnél arra törekedtek, hogy minimalizálják a háborús viszonyok között csak korlátozottan rendelkezésre álló könnyűfém ötvözetek felhasználását.
Vegyes építésű konstrukció. A törzs elülső része hegesztett acél rácsszerkezet, melynél dural borítást használtak. A törzs hátsó része faszerkezetű félhéj, nyírfából készült bordákkal, merevítő lécekkel és préselt rétegelt lemezzel. A szárny főtartói könnyűfémből készültek, a szárnyborítás fa rétegelt lemez. Fából készültek a vezérsíkok is, míg a kormányfelületek és a csűrők duralból.
A repülőgépbe az akkor új, nagy teljesítményű, 1400 LE-s, V12-es hengerelrendezésű, folyadékhűtéses Klimov M–107P motort építették. A nagy teljesítményű motorhoz a hatékony hűtés miatt nagy felületű olaj- és vízhűtőt kellett beépíteni. A nagyméretű hűtőradiátorokat a motor alatt helyezték el áramvonalas burkolatban, a légátömlést szabályozható kiömlő nyílással ellátva. A nagyméretű hűtő jellegzetes – a P–40 Warhawk-hoz hasonló – külsőt kölcsönzött a gépnek, egyúttal jelentősen növelte a homlokellenállást is.
A repülőgépbe a frontvadász feladatkörnek megfelelő hatékony fegyverzetet építettek. A 20 mm-es SVAK gépágyút a motor fölött, a két hengersor között helyezték el. Beépítettek továbbá a szárnyakba két 12,7 mm-es UBT géppuskát, két 7,62 mm-es SKASZ géppuskát, valamint a szárnyak alatt összesen 500 kg-nyi légibomba felfüggesztésére alkalmas bombazárakat helyeztek el.
A gép 1942 decemberében repült először Pjotr Sztefanovszkij berepülőpilótával a fedélzetén. A próbák során földközelben 508 km/h-s, 6200 m-es magasságon 610 km/h-s maximális sebességet sikerült elérni vele. Az emelkedőképessége azonban elmaradt a kívánalmaktól, ötezer méteres magasságba történő emelkedéshez közel 7 percre volt szüksége.
Habár ígéretes konstrukció volt, nagy hatótávolsággal, erős fegyverzettel, védett pilótafülkével, a gép azonban túl nehéz lett és az újonnan fejlesztett M-107P motor megbízhatatlannak bizonyult. A háborús körülmények között a szűkös gyártási kapacitások mellett ezért a sorozatgyártásáról lemondtak és a gép fejlesztési programját törölték. A repülőgéppel együtt azonban a Klimov M–107 (később VK–107) motort is alaposan tesztelték, majd a 110-es géppel szerzett tapasztalatokat is figyelembe véve továbbfejlesztették. Ennek köszönhetően a motor később sorozatgyártásra alkalmas lett és néhány más repülőgéptípuson alkalmazták.

## Műszaki adatok

### Geometriai méretek és tömegadatok
- Fesztáv: 10,20 m
- Hossz: 9,91 m
- Magasság: 2,80 m
- Szárnyfelület: 18,73 m²
- Üres tömeg: 3285 kg
- Felszálló tömeg:3980 kg

### Motor
- Motorok száma: 1 darab
- Típusa: Klimov VK–107P V12 hengerelrendezésű, folyadékhűtésű benzinmotor
- Maximális teljesítmény: 1075 kW (1400 LE)

### Repülési jellemzők
- Maximális sebesség: 610 km/h
- Hatótávolság: kb. 1050 km
- Szolgálati csúcsmagasság: 10 000 m
- Emelkedőképesség: 12,5 m/s